# Полумихалево
Полумихалево — деревня в Калязинском районе Тверской области. Входит в состав Нерльского сельского поселения.

## География
Находится в юго-восточной части Тверской области на расстоянии приблизительно 47 км на юг-юго-восток по прямой от районного центра города Калязин.

## История
Была отмечена на карте Менде Владимирской губернии (состояние местности на 1848 год). В 1859 году здесь (тогда деревня Переяславского уезда Владимирской губернии) было учтено 20 дворов, в 1940 — 32.

## Население
Численность населения: 153 человека (1859 год), 44 (русские 93 %) в 2002 году, 29 в 2010.